# Aegilops mutica
Espèce
Aegilops mutica (synonyme : Amblyopyrum muticum) est une espèce de plantes monocotylédones  de la famille des Poaceae (graminées), sous-famille des Pooideae originaire d'Asie occidentale.
Ce sont des plantes herbacées annuelles, à l'inflorescence en épi simple.

## Liste des sous-espèces et variétés
Selon Tropicos (12 mai 2017) (Attention liste brute contenant possiblement des synonymes) :
- sous-espèce Aegilops mutica subsp. loliacea (Jaub.) Zhuk.
- sous-espèce Aegilops mutica subsp. tripsacoides (Jaub.) Zhuk.
- variété Aegilops mutica var. ligustica (Savign.) Coss.
- variété Aegilops mutica var. loliacea (Jaub.) Eig
- variété Aegilops mutica var. nual Gandilyan
- variété Aegilops mutica var. nuluci Gandilyan
- variété Aegilops mutica var. nurub Gandilyan
- variété Aegilops mutica var. nuruni Gandilyan
- variété Aegilops mutica var. platyathera (Jaub. & Spach) Coss.
- variété Aegilops mutica var. pual Gandilyan
- variété Aegilops mutica var. puluci Gandilyan
- variété Aegilops mutica var. puruni Gandilyan